# Eerste klasse 1912-13 (voetbal België)
Het seizoen 1912/13 van de Belgische Eerste Klasse begon in de zomer van 1912 en eindigde in de lente van 1913. Het was het achttiende officieel seizoen van de hoogste Belgische voetbalklasse. De officiële benaming destijds was Division d'Honneur of Eere Afdeeling.
Union Saint-Gilloise behaalde voor de zevende maal de titel in tien jaar tijd, na winst in een testwedstrijd tegen Daring.

## Gepromoveerde teams
Deze teams waren gepromoveerd uit de Tweede Klasse voor de start van het seizoen:
- FC Liégeois
- CS Verviétois

## Degraderende teams
Deze teams degradeerden naar Tweede Klasse op het eind van het seizoen:
- FC Liégeois
- Excelsior SC de Bruxelles

## Titelstrijd
Uittredend kampioen Daring Club de Bruxelles stond heel de competitie aan kop. Op 6 april 1913, op de laatste speeldag moest Daring echter bij Union op bezoek. De wedstrijd eindigde op 2-1, met doelpunten van Edgard Poelmans en Joseph Musch voor Union en Sylva Brébart voor Daring. Union kwam zo op gelijk hoogte van Daring. Beide clubs telden nu 38 punten uit 22 wedstrijden. Een testwedstrijd moest bepalen wie kampioen werd. De match werd gespeeld op het veld van Léopold Club de Bruxelles op 27 april 1913. Dankzij doelpunten van Alphonse Heyman (5') en Albert Carion (85') won Union de match met 2-0 en veroverde zo zijn zevende landstitel.
Union kwam dat seizoen wel in opspraak. De club werd van professionalisme beschuldigd. De club zou immers premies betaald hebben aan zijn spelers, wat toen in strijd was met de wet in verband met het professionalisme. Union dreigde zijn titel te verliezen, maar concurrent Daring weigerde die. Daring wenste op haar palmares enkel een titel die het op sportieve wijze verkreeg.

## Clubs
Volgende twaalf clubs speelden in 1912/13 in Eerste Klasse. De nummers komen overeen met de plaats in de eindrangschikking:
| # kaart | Stam- nummer | Club                      | Plaats              | Stadion                                                 | # seiz. 1e klasse |
| ------- | ------------ | ------------------------- | ------------------- | ------------------------------------------------------- | ----------------- |
| 1       | 10           | Union Saint-Gilloise      | Ukkel               | terrein rue de Forest(tegenwoordig J. Bensstraat)       | 12e               |
| 2       | 2            | Daring Club de Bruxelles  | Sint-Jans-Molenbeek | terrein aan de Jetse Steenweg 501                       | 10e               |
| 3       | 6            | Racing Club de Bruxelles  | Ukkel               | Stade du Vivier d'Oie (nr 10 op kaartje)                | 18e               |
| 4       | 13           | Beerschot AC              | Antwerpen           | terrein op het Kiel                                     | 12e               |
| 5       | 12           | CS Brugeois               | Brugge              | terrein kruispunt Gistelsesteenweg en Torhoutsesteenweg | 14e               |
| 6       | 8            | CS Verviétois             | Verviers            | ?                                                       | 8e                |
| 7       | 3            | FC Brugeois               | Brugge              | De Klokke                                               | 16e               |
| 8       | 11           | RC de Gand                | Gent                | Emanuel Hielstadion                                     | 4e                |
| 9       | 1            | Antwerp FC                | Antwerpen           | terrein aan de Broodstraat op het Kiel                  | 17e               |
| 10      | 16           | Standard Club Liégeois    | Luik                | terrein rue de la Centrale in de wijk Sclessin          | 4e                |
| 11      | 4            | FC Liégeois               | Luik                | terrein op het Champ d'Oiseaux in de wijk Cointe        | 16e               |
| 12      | 20           | Excelsior SC de Bruxelles | Vorst               | rue de la Société                                       | 5e                |

## Eindstand
|   |    |                           | P  | W  | G | V  | +  | -  | DS  | Ptn |
| - | -- | ------------------------- | -- | -- | - | -- | -- | -- | --- | --- |
| K | 1  | Union Saint-Gilloise      | 22 | 18 | 2 | 2  | 82 | 19 | 63  | 38  |
|   | 2  | Daring Club de Bruxelles  | 22 | 18 | 2 | 2  | 82 | 12 | 70  | 38  |
|   | 3  | Racing Club de Bruxelles  | 22 | 13 | 5 | 4  | 61 | 23 | 38  | 31  |
|   | 4  | Beerschot AC              | 22 | 10 | 7 | 5  | 52 | 32 | 20  | 27  |
|   | 5  | CS Brugeois               | 22 | 11 | 3 | 8  | 48 | 29 | 19  | 25  |
|   | 6  | CS Verviétois             | 22 | 8  | 4 | 10 | 49 | 47 | 2   | 20  |
|   | 7  | FC Brugeois               | 22 | 9  | 1 | 12 | 41 | 46 | -5  | 19  |
|   | 8  | RC de Gand                | 22 | 6  | 7 | 9  | 31 | 36 | -5  | 19  |
|   | 9  | Antwerp FC                | 22 | 8  | 3 | 11 | 39 | 57 | -18 | 19  |
|   | 10 | Standard Club Liégeois    | 22 | 6  | 5 | 11 | 26 | 64 | -38 | 17  |
| D | 11 | FC Liégeois               | 22 | 4  | 1 | 17 | 15 | 88 | -73 | 9   |
| D | 12 | Excelsior SC de Bruxelles | 22 | 0  | 2 | 20 | 11 | 84 | -73 | 2   |

P: wedstrijden gespeeld, W: wedstrijden gewonnen, G: gelijke spelen, V: wedstrijden verloren, +: gescoorde doelpunten, -: doelpunten tegen, DS: doelsaldo, Ptn: totaal punten
K: kampioen, D: degradatie
Beslissingswedstrijd:
| Datum      | Wedstrijd                                       | Uitslag |
| ---------- | ----------------------------------------------- | ------- |
| 27/04/1913 | Union Saint-Gilloise - Daring Club de Bruxelles | 2-0     |

## Topscorers
| Scorer            | Goals | Team                     | Land     |
| ----------------- | ----- | ------------------------ | -------- |
| Sylva Brébart     | 31    | Daring Club de Bruxelles | België   |
| Joseph Musch      | 26    | Union Saint-Gilloise     | België   |
| Maurice Bunyan    | 24    | Racing Club de Bruxelles | Engeland |
| Albert Carion     | 19    | Union Saint-Gilloise     | België   |
| Alfred Wright     | 18    | Daring Club de Bruxelles | Engeland |
| Robert Deveen     | 17    | FC Brugeois              | België   |
| Herbert Levasseur | 17    | Racing Club de Bruxelles | Engeland |
| Harry Routley     | 14    | RC de Gand               | Engeland |
| Louis Saeys       | 14    | CS Brugeois              | België   |
| Richard Evans     | 13    | CS Verviétois            | Engeland |

1895/96 · 1896/97 · 1897/98 · 1898/99 · 1899/00 · 1900/01 · 1901/02 · 1902/03 · 1903/04 · 1904/05 · 1905/06 · 1906/07 · 1907/08 · 1908/09 · 1909/10 · 1910/11 · 1911/12 · 1912/13 · 1913/14 · 1914/15 · 1915/16 · 1916/17 · 1917/18 · 1918/19 · 
1919/20 · 1920/21 · 1921/22 · 1922/23 · 1923/24 · 1924/25 · 1925/26 · 1926/27 · 1927/28 · 1928/29 · 1929/30 · 1930/31 · 1931/32 · 1932/33 · 1933/34 · 1934/35 · 1935/36 · 1936/37 · 1937/38 · 1938/39 · 1939/40 · 1940/41 · 1941/42 · 1942/43 · 1943/44 · 1944/45 · 1945/46 · 1946/47 · 1947/48 · 1948/49 · 1949/50 · 1950/51 · 1951/52 · 1952/53 · 1953/54 · 1954/55 · 1955/56 · 1956/57 · 1957/58 · 1958/59 · 1959/60 · 1960/61 · 1961/62 · 1962/63 · 1963/64 · 1964/65 · 1965/66 · 1966/67 · 1967/68 · 1968/69 · 1969/70 · 1970/71 · 1971/72 · 1972/73 · 1973/74 · 1974/75 · 1975/76 · 1976/77 · 1977/78 · 1978/79 · 1979/80 · 1980/81 · 1981/82 · 1982/83 · 1983/84 · 1984/85 · 1985/86 · 1986/87 · 1987/88 · 1988/89 · 1989/90 · 1990/91 · 1991/92 · 1992/93 · 1993/94 · 1994/95 · 1995/96 · 1996/97 · 1997/98 · 1998/99 · 1999/00 · 2000/01 · 2001/02 · 2002/03 · 2003/04 · 2004/05 · 2005/06 · 2006/07 · 2007/08 · 2008/09 · 2009/10 · 2010/11 · 2011/12 · 2012/13 · 2013/14 · 2014/15 · 2015/16 · 2016/17 · 2017/18 · 2018/19 · 2019/20 · 2020/21· 2021/22 · 2022/23 · 2023/24 · 2024/25